# Поляновці
Поляновце (словац. Poľanovce) — село в Словаччині, Левоцькому окрузі Пряшівського краю. Розташоване на півночі східної Словаччини на межі Горнадської улоговини та Браниська.
Уперше згадується у 1270 році.
У селі є римо-католицький костел збудований в стилі готики, пізніше перебудований, вежа з кінця 17 століття.

## Географія
Протікають річки Бранисько і Маргецанка.
.

## Населення
| Рік:            | 1994. | 2004.    | 2014.   | 2024.   |
| --------------- | ----- | -------- | ------- | ------- |
| Кількість осіб: | 307   | 175      | 172     | 160     |
| Різниця:        |       | -42,99 % | -1,71 % | -6,97 % |

| Рік:            | 2023. | 2024. |
| --------------- | ----- | ----- |
| Кількість осіб: | 160   | 160   |
| Різниця:        |       | +0 %  |

У селі проживає 177 осіб.
Національний склад населення (за даними останнього перепису населення — 2001 року):
- словаки — 100,0 %.

Склад населення за приналежністю до релігії станом на 2001 рік:
- римо-католики — 98,95 %,
- не вважають себе вірянами або не належать до жодної вищезгаданої конфесії — 1,05 %